# Battista Pederzoli
Battista Pederzoli (Salò, 14 agosto 1901 – Brescia, 27 novembre 1984) è stato un calciatore italiano, di ruolo centrocampista.

## Carriera
Giocò tre campionati nel Brescia con 21 presenze in Prima Divisione. Ha fatto il suo esordio nel Brescia a Torino il 21 ottobre 1923 in Juventus-Brescia (0-1).